# 甲斐俊郎
甲斐 俊郎 （かい としろう、1972年6月11日 - ）は、宮崎県延岡市出身の音楽家。血液型はB型。

## 経歴
- 22歳の時上京し、スリーピース・バンド「パーマネントブルーム」で活動。パートはGt,Voを担当。
- 25歳の時Sony Music Studioに入社、31歳で独立。

## 主な作品
Single
- YUKI「ふがいないや」「Home Sweet Home」「メランコリニスタ」
- 大塚愛「ネコに風船」「プラネタリウム」「フレンジャー」
- 勝手にしやがれ「全シングル」「Vermouth Flowers」「Barfly’s Stomp」
- YUI「東京」
- Rie fu「Life is Like a Boat」「Decay/Beautiful Words」

etc…
Album
- YUKI「Wave」「joy」
- 大塚愛「LOVE COOK」
- 勝手にしやがれ「シュール・ブルー」「フィンセント・ブルー」
- Rie fu「Rie fu」
- Plane「Slow Express」
- スキマスイッチ「Anniversary EP」

etc…

## 賞
- 『第30回日本プロ音楽録音賞Immersive部門』最優秀作品「ボクノート ～for 20th Anniversary with Orchestra～」（2024年）[1]